# Jean-Claude Barclay
Jean-Claude Barclay (Paris, 30 de Dezembro de 1942) é um ex-tenista profissional francês.

## Grand Slam finais

### Duplas Mistas (3 títulos)
| Data | Torneio       | Piso   | Parceira       | Oponentes                      | Placar   |
| ---- | ------------- | ------ | -------------- | ------------------------------ | -------- |
| 1968 | Roland Garros | Saibro | Françoise Dürr | Billie Jean King Owen Davidson | 6–1, 6–4 |
| 1971 | Roland Garros | Saibro | Françoise Dürr | Winnie Shaw Toomas Leius       | 6–2, 6–4 |
| 1973 | Roland Garros | Saibro | Françoise Dürr | Betty Stöve Patrice Dominguez  | 6–1, 6–4 |